# Segelfisk
Segelfisk (Istiophorus platypterus) är en rovfisk i släktet segelfiskar som förekommer i Stilla Havet. Segelfisken är en av världens snabbaste fiskar, med en hastighet på upp till 109km/h.
Segelfisken är nära besläktad med en annan art av segelfisk som lever i Atlanten, atlantisk segelfisk (Istiophorus albicans). Den kan då särskiljas som indopacifisk segelfisk eller dylikt.